# Freezer (personaggio)
Freezer (フリーザ?, Furīza) è uno degli antagonisti principali del manga Dragon Ball di Akira Toriyama. Compare nelle seguenti opere: quattro serie animate (Dragon Ball Z, Dragon Ball GT, Dragon Ball Super e Super Dragon Ball Heroes), cinque film d'animazione (Il destino dei Saiyan, Il diabolico guerriero degli inferi, La resurrezione di 'F', Broly e Super Hero), due OAV (Gaiden: Saiyajin zetsumetsu keikaku e Piano per lo sterminio dei Super Saiyan), uno speciale televisivo (Le origini del mito) e numerosi videogiochi.
È un malvagio alieno umanoide, sovrano di un impero multi-planetario formato da pianeti che vengono rivenduti al migliore offerente. Freezer è considerato uno dei guerrieri più potenti dell'Universo ed è responsabile della distruzione del pianeta Vegeta, nonché dell'estinzione della quasi totalità dei suoi abitanti: i Saiyan.

## Creazione
Freezer venne creato al tempo della bolla speculativa giapponese e prese ispirazione dagli speculatori edili, che Toriyama definì «le persone peggiori del mondo». L'aspetto fisico, invece, derivò da tutti i mostri immaginari della sua infanzia mentre il viso derivò dal suo secondo editore, Yo Kondō. Come per molti altri personaggi, anche il suo nome (e quello dei suoi parenti) deriva da un gioco di parole: infatti, sono legati al freddo; in lingua inglese "Freezer" (フリーザー?, Furīzā) significa "congelatore"; Cold, "freddo"; Cooler, "refrigeratore" e Chilled, "rinfrescato".

Non è mai stata spiegata la razza a cui appartiene Freezer; tuttavia, Toriyama, in un'intervista pubblicata sulla rivista Saikyo Jump, parlò della famiglia del personaggio: 
Non è chiaro, però, se intendesse dire che ha un solo genitore o se volesse enfatizzare che i caratteri mutanti, gli derivino unicamente da Cold; su Namecc, tuttavia, Freezer, affermò a Goku «Sei davvero bravo [...] solo i miei genitori potevano stendermi più velocemente» (facendo intuire che abbia sia un padre che una madre).
In alcuni media, vennero introdotti altri due familiari di Freezer: suo fratello maggiore Cooler (nei film Il destino dei Saiyan e L'invasione di Neo Namek) e suo figlio Creezer (nel manga Nekomajin). In Dragon Ball - Episodio di Bardack appare invece il suo avo Chilled.

## Biografia

### Antefatti
Figlio di Re Cold, Freezer venne presentato dal padre al popolo Saiyan. In quell'occasione, il sovrano comunicò il proprio ritiro a vita privata e il passaggio del comando al figlio, sancendo la nascita dell'Impero di Freezer. 
Intrigato dalla loro potenza, Freezer cominciò poi a temerla, inoltre era timorato della leggenda dei guerrieri Saiyan ovvero il Super Saiyan, ritenuto inarrivabile; allora, decise di sterminarli facendo esplodere il loro pianeta, anche perché gli venne ordinato dal Dio della Distruzione Beerus. Uccise il loro re e distrusse il pianeta, riuscendo così a sterminare quasi tutti i Saiyan (ai quali, aveva ordinato di tornare sul pianeta) nonostante la resistenza di Bardack che tentò inutilmente di sconfiggerlo.
Soltanto sette Saiyan sopravvissero alla distruzione del pianeta: il principe Vegeta, Nappa, Radish, Son Goku, Tarble, Broly e Paragas (i primi tre, per sua volontà; gli altri quattro, a sua insaputa). Ai primi tre, Freezer mentì riguardo alla distruzione del pianeta, affermando che fosse esploso per colpa di un meteorite.

### Dragon Ball
Anni dopo lo sterminio dei Saiyan, Freezer viene a conoscenza delle Sfere del Drago di Namecc; di conseguenza, organizza una spedizione su Namecc per ottenere l'immortalità. Giunto sul pianeta, inizia a recuperare le sfere (uccidendo gran parte dei namecciani, irremovibili a cedergliele); l'operazione di recupero viene, però, ostacolata dalla concorrenza di Vegeta e dei terrestri Crilin, Son Gohan e Bulma. Ostacolato dai terrestri, convoca la Squadra Ginew: grazie al loro intervento, riesce a recuperare tutte le sette sfere ma si accorge di non essere in grado di attivarle; allora, si reca da Guru (il creatore delle sfere) ma viene convinto ad allontanarsi da Nail, con cui ingaggia una breve ma violenta battaglia unilaterale. Gravemente ferito, il namecciano svela quale fosse il proprio piano all'avversario, facendolo precipitare dai terrestri: appena arrivato, scopre che hanno già espresso due desideri (il terzo non viene espresso a causa della morte di Guru e, pertanto, anche del drago Polunga). 
Furioso per aver perso l'occasione di diventare immortale, Freezer combatte contro di loro: tortura Crilin, viene poi affrontato inutilmente dal redivivo Piccolo (che ha assimilato Nail) e uccide Dende per poi combattere contro Vegeta, ferendolo gravemente. All'arrivo di Goku, Freezer uccide anche Vegeta e poi affronta l'altro Saiyan, ferendolo; quando però uccide anche Crilin, il Saiyan si infuria e si trasforma in Super Saiyan. Con la nuova potenza, Goku riesce a sconfiggerlo e, impietosito dalle sue suppliche, gli dona una piccola parte della propria energia; tuttavia, l'alieno sfrutta l'energia ricevuta per cercare di ucciderlo, lanciandogli contro un raggio energetico che Goku respinge, sconfiggendolo. 
Sopravvissuto all'esplosione di Namecc (che aveva fatto esplodere per cercare di uccidere il nemico), Freezer viene recuperato da Re Cold. Ciberneticamente potenziato, raggiunge la Terra per uccidere Goku, tuttavia, incontra Trunks del futuro da cui viene fatto a pezzi a colpi di spada e disintegrato con un raggio energetico. 

### Dragon Ball Super
Si scopre che, dopo essere morto, Freezer era finito nell'Inferno terrestre; odiando ogni cosa che c'è di buono nella vita, venne imprigionato in un'area gioiosa dove venne costretto ad assistere, in eterno, a una parata di creature angeliche e fatate. 
Durante il decennio successivo alla sconfitta di Majin Bu, però, l'alieno viene resuscitato (con le Sfere del Drago terrestri) da due suoi sottoposti, Sorbet e Tagoma;  immediatamente, decide di vendicarsi contro Goku ma conscio di non poterlo ancora sconfiggere, inizia ad allenarsi per quattro mesi. In seguito, Freezer si dirige sulla Terra e combatte contro Goku e Vegeta; dopo che i Saiyan si sono trasformati in Super Saiyan blu, l'alieno si trasforma in Golden Freezer. Vegeta riesce infine a sconfiggerlo ma l'alieno sferra un potente attacco verso il nucleo della Terra, facendola esplodere; tuttavia, Whis riporta indietro il tempo di tre minuti così da permettere a Goku di ucciderlo con una Kamehameha. 
Oltre un anno dopo la sua seconda morte, Goku gli fa visita e gli propone di ritornare in vita, per un giorno, così da entrare nella squadra che rappresenterà il Settimo Universo al Torneo del Potere indetto da Zeno. Freezer accetta in cambio della promessa di essere resuscitato, definitivamente, con le super sfere del drago; in seguito, viene accompagnato sulla Terra da Baba e parte per il Mondo del Nulla. Durante la competizione, Freezer sconfigge Frost e Dyspo, nel manga riesce a battere anche Bergamo, Lavenda, Basil e Toppo, invece nell'anime sconfigge Cabba, Murichim, Jimeze e Roselle inoltre, con l'aiuto di Goku, Vegeta, Gohan e Numero 17, sconfigge pure Anilaza. Al termine del torneo, aiuta Goku contro Jiren e si sacrifica per riuscire a batterlo, permettendo al Settimo Universo di vincere; per ricompensa, viene resuscitato da Whis (per ordine di Beerus) e dichiara che è nuovamente intenzionato a riprendere la sua vita malvagia ma Goku gli promette che si impegnerà, sempre, a fermarlo.
Tempo dopo, Freezer arriva nuovamente sulla Terra (alla ricerca delle Sfere del Drago) insieme a due Saiyan: Paragas e suo figlio Broly. Vedendo l'enorme potere di quest'ultimo, lo scaglia contro Goku e Vegeta affinché li possa uccidere; inoltre, uccide Paragas (così che Broly scateni la sua piena potenza), facendogli credere che sia morto accidentalmente durante lo scontro tra Broly e Goku. Disperato, il Saiyan aumenta il suo potere trasformandosi nel Super Saiyan ma Goku e Vegeta lo battono ugualmente usando la danza di Metamor fondendosi in Gogeta. Dopo la sconfitta di Broly quest'ultimo, così come Lemo e Cheelai abbandonano l'Armata di Freezer.
Tempo dopo, Freezer viene informato dello scontro tra terrestri e la banda di Molo ma decide di non intervenire, ritenendo svantaggioso mescolarsi nelle faccende dei criminali. Quando Kikono gli fa notare che anche il loro impero agisce in modo criminale, reagisce con fastidio a tale accostamento mentre Berryblue interviene, spiegando che le loro azioni (benché atroci) sono finalizzate al semplice guadagno economico. A causa della presenza di Molo, Freezer decide di rimandare la resa dei conti con Goku, in un secondo momento.
Durante l'arco narrativo di Granolah, si scopre che Freezer aveva ordinato ai Saiyan di annientare la razza dei cereliani sul pianeta Cereal dietro richiesta della famiglia Heeter facendo sì che l'ultimo sopravvissuto dei cereliani, Granolah, odiasse i Saiyan. Nel presente, dopo che Granolah sta affrontando Goku e Vegeta, manipolato dagli Heeter che mirano a distruggere Freezer, interviene quest'ultimo che interrompe lo scontro e, essendosi allenato in una Stanza dello Spirito e del Tempo per dieci anni, sconfigge la famiglia Heeter (grazie alla sua nuova trasformazione "Black Freezer") uccidendo Gas e Elec
Successivamente Freezer mostra di essere largamente superiore anche di Goku e Vegeta, sconfiggendo entrambi con un unico attacco, nonostante i due Saiyan fossero trasformati nelle loro rispettive forme di Ultra Istinto e Ultra Ego. Tuttavia Freezer decide di risparmiare i due Saiyan per il momento, affermando di non essere lì per loro e prima di andarsene costringe Oil e Macki ad unirsi al suo esercito.

### Dragon Ball GT
L'anima di Freezer riappare durante l'arco narrativo di Super C-17. 
Insieme a quella di Cell, si è accordato con quelle del Dottor Gelo e del Dottor Mieu per attirare e intrappolare Goku all'Inferno. Sicuri di ottenere una facile vittoria, affrontano il Saiyan che però è ancora superiore a loro; frustrati dalla sua superiorità, Freezer e Cell utilizzano la "Prigione degli Inferi" per imprigionarlo ma la tecnica si rivela inefficace: infatti, Goku riesce a liberarsi e ritorce la tecnica contro di loro, sconfiggendoli.

## Personaggio

### Aspetto fisico
Durante la battaglia su Namecc, Freezer ammette di non essere in grado di controllare perfettamente la propria potenza nella sua forma originale, preferendo quindi ridurla grazie a delle mutazioni fisiche. 
In realtà, la sua vera forma fisica è la quarta mentre le precedenti tre sono soltanto forme depotenziate che servono a nascondere la sua potenza e a mantenerne il controllo. 

#### Prima forma
La prima forma (フリーザ第一形態?, Furīza Dai ichi Keitai) è quella con cui esordisce Freezer. Ha la statura minuta mentre gli arti e la coda sono rosa con un motivo segmentato (che ricorda il corpo di un lombrico); la testa, il tronco, gli avambracci e gli stinchi sono coperti da una sorta di bio-corazza bianca con placche viola e ai lati della testa sono presenti due corna nere dritte. Il suo vestiario consiste in una tuta da battaglia viola e marrone ed indossa uno scouter con visiera rossa sul lato sinistro della testa.
In questa forma, Freezer possiede un livello di combattimento pari a 530.000 che, in seguito ai suoi quattro mesi di allenamento ne La resurrezione di 'F' e in Dragon Ball Super, aumenta a un livello tale da riuscire a sconfiggere Son Gohan trasformato in Super Saiyan con estrema facilità.

#### Seconda forma
La seconda forma (フリーザ第二形態?, Furīza Dai ni Keitai) è la sua prima trasformazione ad essere mostrata. In questa forma l'altezza e la sua massa muscolare di Freezer aumentano di molto, mentre le corna si allungano e si curvano verso l'alto diventando simili a quelle di un toro. In questa forma, non indossa più la tuta da battaglia e nemmeno lo scouter.
Per quanto riguarda la forza combattiva, Freezer afferma di avere un livello di combattimento pari a un milione.

#### Terza forma
La terza forma (フリーザ第三形態?, Furīza Dai san Keitai) è la sua seconda trasformazione. In questa forma, il volto si appiattisce, il naso scompare e spuntano escrescenze ossee sulla schiena e sul cranio (il quale, si allunga a dismisura rendendo Freezer simile a uno xenomorfo).

#### Forma finale
La forma finale (フリーザ最終形態?, Furīza Saishū Keitai) è il vero aspetto fisico del personaggio. Il corpo torna ad essere minuto, scompaiono le corna, la pelle diventa completamente bianca (ad eccezione delle placche viola) mentre sotto agli occhi sono visibili due linee nere verticali che arrivano al mento.
Prima di incontrare Goku, Freezer non ebbe mai occasione di utilizzare la propria piena potenza. Nello scontro con il saiyan, liberando il 100% del proprio potere, Freezer raggiunse la massima potenza (フルパワーフリーザ?, Furupawā Furīza), durante la quale la massa muscolare dell'alieno incrementò a dismisura così come la sua forza e la sua velocità, che vennero equiparate a quelle di Goku in forma di Super Saiyan, ma a caro prezzo: il suo corpo fu soggetto ad una costante tensione muscolare che non gli permise di mantenere la sua piena potenza a lungo e lo portò a perdere sempre più energia, anche a causa delle ferite subite in precedenza.
In Dragon Ball GT, mentre affronta Goku all'Inferno, Freezer afferma di essere diventato molto più forte in questa forma ma, nonostante l'aiuto di Cell, non riesce a reggere il confronto col Saiyan che, seppur tornato bambino, si dimostra notevolmente più potente di loro senza neanche dover ricorrere alla trasformazione in Super Saiyan. 
In Dragon Ball Super, dopo essersi allenato per quattro mesi, Freezer riesce a mutare nella sua quarta forma direttamente dalla prima, saltando le due trasformazioni intermedie, ed è in grado di sfruttare la propria piena potenza senza effetti collaterali e senza incrementare la propria massa; inoltre, il suo allenamento lo ha reso estremamente più forte (dal momento che riesce a tenere testa a un Goku allenatosi da Whis).

#### Mecha Freezer
Mecha Freezer (メカフリーザ?, Meka Furīza) è una versione cibernetica in cui il personaggio venne trasformato a seguito delle gravi mutilazioni riportate nello scontro con Goku su Namecc:
- L'area superiore destra del cranio, l'occhio destro e il mento erano stati completamente ricostruiti, mentre sull'area destra del cranio erano state posizionate alcune valvole)[24].
- A partire dalla spalla, il braccio sinistro era stato completamente ricostruito[24].
- L'area destra del petto era stata ricostruita e sopra di essa erano state posizionate due valvole (simili a quelle del cranio)[24].
- A partire dallo stomaco, l'intera parte inferiore del corpo era stata ricostruita (compresa la coda)[24].
- Nel suo corpo era stato impiantato un radar (poiché riuscì a localizzare l'esatta posizione di Goku)[24].

Freezer affermò che, grazie a questi potenziamenti, avesse aumentato la propria forza. Tuttavia (come testimoniato da Gohan), quando giunse sulla Terra e venne eliminato da Trunks, Freezer non era alla massima potenza e quindi venne ucciso facilmente una volta che il ragazzo si trasformò in Super Saiyan.
Dopo essere stato riportato in vita ne La resurrezione di F e in Dragon Ball Super, il corpo di Mecha Freezer, fatto a pezzi, viene completamente rigenerato grazie a una Vasca di Rigenerazione più avanzata rispetto a quelle usate in passato, permettendogli così di riottenere il proprio corpo biologico.
Nel videogioco Super Dragon Ball Z, Akira Toriyama ideò una versione alternativa potenziata di Mecha Freezer: un lanciarazzi incorporato sulla spalla destra, un lanciagranate sulla spalla sinistra, ordigni al livello della cintura e una coda con lama tagliente (contornata da esplosivi).

#### Golden Freezer
Golden Freezer  (ゴールデンフリーザ?, Gōruden Furīza) è una forma ottenuta ne La resurrezione di F e in Dragon Ball Super dopo essersi allenato per quattro mesi. In questa forma, Freezer è leggermente più muscoloso e più alto mentre il suo corpo e la sua aura diventano dorati; inoltre, le placche sulle spalle scompaiono mentre quelle su braccia e gambe diventano più piccole. Con questa nuova potenza, riesce a dimostrarsi superiore a Goku nella forma di Super Saiyan Blu; tuttavia, non possedendo ancora la piena padronanza sulla nuova trasformazione, la sua energia viene consumata rapidamente e di conseguenza perde sempre più potenza durante il suo combattimento contro il Saiyan fino ad arrivare in seguito con il retrocedere alla sua forma precedente. 

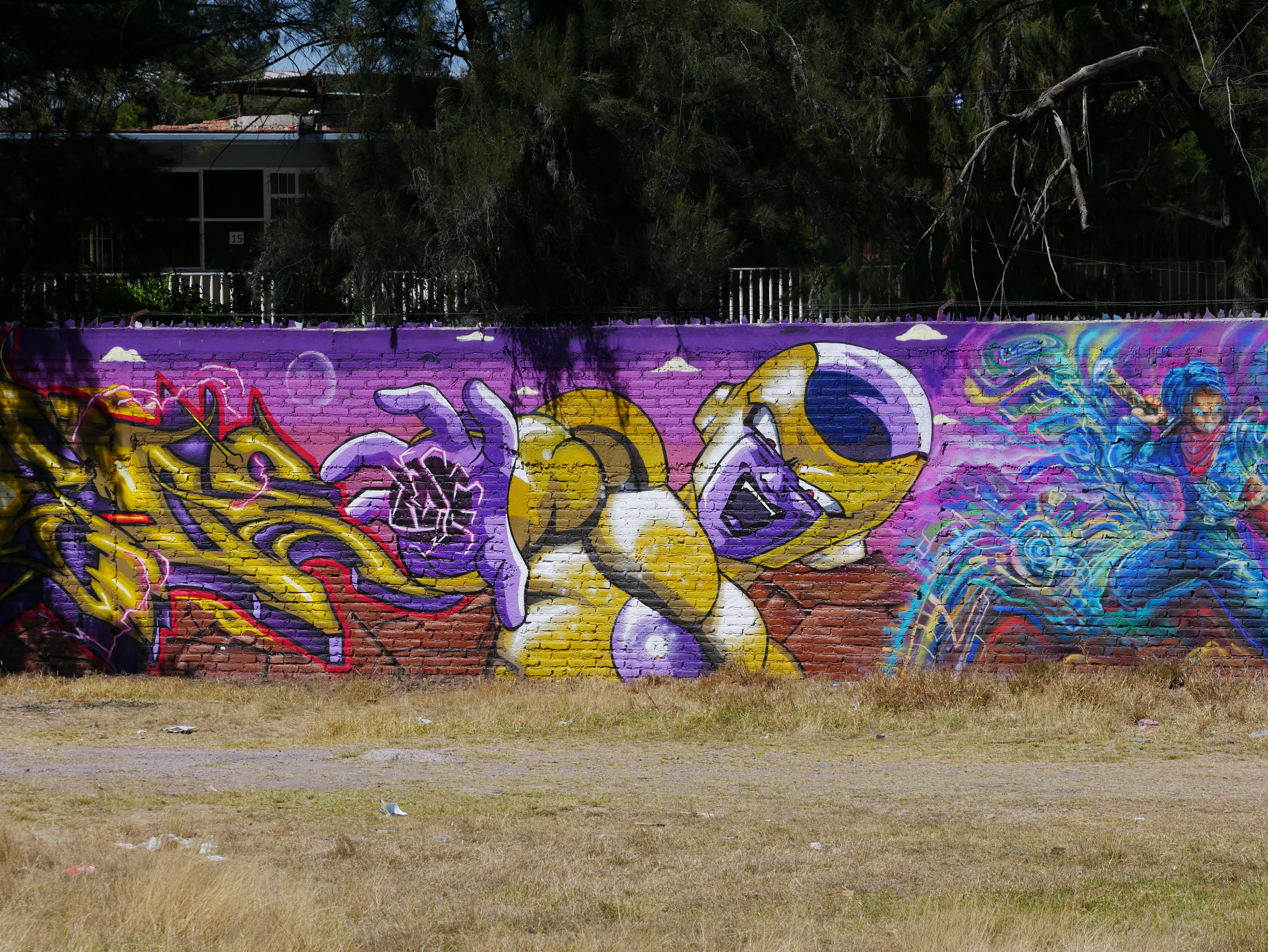
Murales raffigurante Golden Freezer

Dopo essere stato riportato in vita per ventiquattro ore per partecipare al Torneo del Potere, Freezer rivela di essersi allenato mentalmente all'Inferno, così da ridurre il dispendio di energia e aumentare la propria forza; in questa occasione, dimostra di essere in perfetta parità con Goku trasformato in Super Saiyan Blu (nella light novel tratta da Broly, per un breve periodo di tempo, riesce addirittura a tenere testa anche a Broly nella forma di Super Saiyan).
In un'intervista del 2018, Akira Toriyama rivelò che non sapendo come rendere la nuova forma di Freezer ancora più semplice, decise di cambiare semplicemente il colore della pelle dell'alieno e di renderlo più tonico (scelse l'oro perché, nelle competizioni, è il simbolo dei vincitori).

#### Black Freezer
Black Freezer  (ブラックフリーザ?, Burakku Furīza) è una forma ottenuta dopo un allenamento di dieci anni sostenuto in una Stanza dello Spirito e del Tempo trovata in uno dei suoi pianeti conquistati. Rispetto alla forma "Golden", il suo corpo assume toni scuri: le braccia, le spalle, le gambe e la coda diventano di colore nero, mentre parte della faccia, gli avambracci e gli stinchi assumono un colore grigio metallizzato/argenteo. L'addome, il torace e una parte del viso, invece, rimangono di colore bianco; inoltre a differenza della forma Golden, sono presenti delle placche viola sulle spalle come nella sua quarta forma. 
Con questa trasformazione, Freezer è riuscito ad uccidere facilmente Gas nonostante il drago Toronbo avesse esaudito il desiderio di renderlo il guerriero più forte dell'universo. Il tiranno, infatti, si stava ancora allenando nella stanza dimensionale, di conseguenza il drago non incluse Freezer nel desiderio quando rese Gas il più forte di tutti i combattenti esistenti ad eccezione degli dei. Questo ha permesso a Freezer di superare persino la forza di Gas e di diventare, nella sua forma "Black", il vero guerriero più forte dell'universo al momento della sua apparizione sul pianeta Cereal, come confermato dal sito ufficiale di Dragon Ball; infatti con questa trasformazione, Freezer, è riuscito a sconfiggere simultaneamente e con un singolo attacco anche Goku e Vegeta nonostante fossero rispettivamente nelle loro forme "Ultra Istinto" e "Ultra Ego". 
Secondo la rivista V-Jump la forza di Black Freezer è incalcolabile e paragonabile a quella degli Dei della Distruzione e probabilmente vicina a quella di Beerus.

### Personalità
Freezer è un tiranno intergalattico che vuole ottenere l'immortalità ed è disposto a commettere omicidi di massa se lo ritiene opportuno. Appare come un sovrano educato e raffinato, che usa un linguaggio cortese anche nei confronti dei suoi subordinati, con un atteggiamento rilassato e calmo. Tuttavia, è anche incredibilmente spietato, crudele e senza scrupoli: non esita a uccidere sia persone innocenti (anche bambini, come il piccolo namecciano Cargot) che i suoi stessi subordinati, e trae piacere dalla morte degli altri e della distruzione, come dimostra la sua gioia per la distruzione del pianeta Vegeta.
Come molti altri cattivi di Dragon Ball, Freezer ha un ego enorme. E' intelligente ed estremamente arrogante, al punto da mostrare un sardonico umorismo verso i suoi nemici. È anche uno dei personaggi più sadici della serie e spesso cerca di far soffrire i suoi nemici prima di ucciderli. Grazie alla sua assoluta sicurezza e compostezza, a volte offre dei vantaggi ai suoi avversari, come quando combatte Nail usando solo la mano sinistra e non usa entrambe le mani contro Goku durante un round. Tuttavia, quando affronta avversari in grado di ferirlo, perde la compostezza e arriva a ricorrere a mezzi drastici per assicurarsi la vittoria, come distruggere Namecc solo per sconfiggere Goku, e in un'altra occasione ingannò Goku implorandogli pietà ma, dopo essere stato risparmiato, non gli mostrò alcuna riconoscenza e lo attaccò alle spalle.Tuttavia, durante il Torneo del Potere, pur potendo uccidere Goku mentre era a terra privo di forze e vendicarsi di lui decise di ripagare il vecchio debito di riconoscenza verso il rivale dandogli un po' della sua energia per farlo riprendere, ritenendo di aver saldato il suo debito col Sayan dopo tanti anni. All'apparenza, sembrava rispettare solo suo padre, Re Cold (invece, dopo essere stato resuscitato dai suoi sottoposto, si rifiuta di fare altrettanto con lui, definendolo troppo egoista).
Fortemente xenofobo, Freezer insulta i namecciani come Junior con l'appellativo «musi verdi» e sembra provare una particolare antipatia per i Sayan, che insulta definendoli «sporche scimmie» («scimmioni» nel doppiaggio italiano della serie animata); di conseguenza, non può concepire che un membro di questa razza riesca a essere un degno avversario per lui. Odia soprattutto Goku, seppur lo consideri un valido nemico e “compagno di giochi”, e allo stesso tempo Goku infatti ammise che Freezer sarebbe potuto essere un degno rivale se non fosse malvagio fino al midollo. Durante il Torneo del Potere ha persino aiutato i propri compagni di squadra quando erano in difficoltà, benché, l'avesse fatto solo per vincere la competizione e non per cambiamento d'animo. Tuttavia, il periodo passato all'inferno l'ha reso più calmo e meno omicida: infatti ha imparato ad avere un profondo autocontrollo e, con il suo consigliere e la sua assistente, ha dimostrato di essere più socievole quando confida loro il suo desiderio di aumentare di altezza in modo da porre fine al fatto che i suoi soldati spettegolano sul fatto che sia basso d'altezza, cosa che spesso irrita Freezer. Freezer, seppur sia in parte cambiato, impone l'assoluta segretezza al suo consigliere e alla sua assistente il suo desiderio di aumentare d'altezza e di non farne parola con nessuno. Freezer dopo aver visto gli enormi poteri di Broly e aver fatto scaturire la sua piena potenza facendolo trasformare in un Super Saiyan Leggendario decide di lasciarlo alle cure di Cheelai affinché si occupi del potente Sayan affinché diventi più forte e renderlo in futuro un prezioso alleato per le sue conquiste nonché un nuovo rivale con cui confrontarsi.
Ha sterminato intere civiltà solo per impadronirsi dei loro pianeti e rivenderli; tuttavia, non si considera un criminale (al contrario, vede questi atti come una semplice forma di commercio). Infatti, nonostante fosse simile a lui, ha disapprovato il fatto che Molo avesse anche distrutto i pianeti che aveva attaccato (tanto da decidere di non averlo come proprio alleato). Freezer infatti a differenza di Molo non distrugge i pianeti per puro gusto ma si limita o sottomettere le popolazioni dei pianeti conquistati aggiungendole al proprio impero galattico o a sterminarne le popolazioni per rivenderli come forma di commercio
Freezer manipola chiunque pur di ottenere dei profitti, ad esempio ha volutamente risparmiato la vita a Vegeta evitando che morisse insieme agli altri Saiyan proprio perché vedeva in lui un buon soldato da avere al suo servizio, e benché sapesse che Elec mirava a ucciderlo per molto tempo ha sorvolato perché riteneva che la collaborazione con lui e gli Heeter giovasse ai suoi affari. 
In definitiva, è un individuo privo di ogni principio morale che ricorre a qualsiasi strumento per raggiungere i propri obiettivi, che gode a torturare chi lo circonda e che non ha mai provato il minimo rimorso per i propri crimini. Perfino le divinità appaiono spaventate e disgustate dalla sua crudeltà (in particolare, Re Kaioh del Nord); infatti, affermano di non aver mai incontrato un individuo così perverso.

### Abilità

Rappresentazione della Supernova.

Freezer possiede forza, velocità e riflessi enormemente sviluppati ed è anche dotato di abilità uniche: può vivere nello spazio cosmico e sopravvivere a mutilazioni estreme (come quando venne mutilato su Namecc o squartato dalla spada del Trunks futuristico); possiede un acuto udito (come quando, su Namecc, sentì arrivare il Kienzan di Crilin e quando Goku cercò di colpirlo alle spalle) e può utilizzare la telecinesi. Tuttavia, non è in grado di percepire il Ki ed è, dunque, costretto a indossare uno scouter (in Dragon Ball Super, però, sembra aver imparato anche tale tecnica). 
Le sue tecniche principali sono la Death Ball (デスボール?, Desu Bōru), la Supernova (スーパーノヴァ?, Sūpā Noba), l'Eye Beam (光線眼?, Kōsengan), la Bukujutsu (舞空術?, Bukujutsu), il Death Beam (デスビーム?, Desu Bīmu), la Daichiretsuzan (大地裂斬?), l'Imprisonment Ball (懲役ボール?, Chōeki Bōru), la Nova Strike (ノヴァストライク?) e lo Tsuibi Kienzan (追跡気円斬?). In Dragon Ball GT, utilizza anche una nuova tecnica appresa all'Inferno (insieme all'anima di Cell): la Prigione degli Inferi (ヘルズバスター?). 
A causa della sua grande esperienza nel combattimento e del suo vasto arsenale di tecniche, Freezer risulta essere un avversario molto ostico per i suoi nemici.

## Apparizioni in altri media
- Nel manga Jaco the Galactic Patrolman[62], Freezer appare in un capitolo speciale.
- Nel manga Kochira Katsushika-ku Kameari kōen-mae hashutsujo[63], Freezer appare in un capitolo speciale.
- Nel manga Black Cat, Freezer viene raffigurato in un orologio[64].
- Nei videogiochi J-Stars Victory Vs e Jump Force, Freezer è presente tra i personaggi giocabili.
- La canzone "F", del singolo Tsume Tsume Tsume/"F", parla proprio di Freezer; inoltre, in base alle dichiarazioni di Akira Toriyama, fu proprio questo brano a ispirare il titolo del film "La resurrezione di 'F'" (in cui avviene, appunto, il suo ritorno[65]).

## Accoglienza
Freezer ha avuto molte recensioni positive da parte delle riviste dei manga e degli anime, raggiungendo la prima posizione in diversi sondaggi di popolarità. Nella classifica realizzata da WatchMojo, si è classificato al primo posto nella lista dei migliori cattivi degli anime mentre il sito TheTopTens, lo ha inserito tra i principali antagonisti di anime, elogiandolo come il miglior cattivo di Dragon Ball.
Sin dalla sua prima apparizione, tuttavia, Freezer ha anche scandalizzato i fan dei manga e degli anime, attirandosi molte critiche per la ferocia con cui affronta i suoi avversari: come quando, con una delle proprie corna, trafigge il petto di Crilin (per poi leccarne il sangue colante dalla ferita) e quando strangola Vegeta, con la propria coda, mentre lo colpisce con ripetuti pugni alla schiena. Inoltre, negli Stati Uniti, la sua voce e le sue labbra nere confusero i fan riguardo al suo genere.